# Ben Piazza
Ben Piazza, nato Benito Daniel Piazza (Little Rock, 30 luglio 1933 – Los Angeles, 7 settembre 1991), è stato un attore statunitense.

## Biografia
Ben Piazza fece il suo esordio cinematografico nel film canadese A Dangerous Age (1959) di Sidney J. Furie, seguito dal suo debutto a Hollywood nel western L'albero degli impiccati (1959). Nonostante avesse firmato un contratto con la Warner Bros. e le case di produzione di Gary Cooper, per cinque anni non girò altri film fino al drammatico Tre individui tanto odio (1962).
Prolifico attore televisivo e cinematografico, Piazza è conosciuto principalmente per la sua partecipazione alla celebre commedia The Blues Brothers (1980) di John Landis, in cui interpretò il ruolo del facoltoso cliente di un ristorante di lusso, a cui si rivolge Jake (John Belushi), fingendo di voler comprare sua moglie e le sue figlie. In precedenza, aveva anche interpretato il violento fidanzato che sfigura il volto di Liza Minnelli nel film Dimmi che mi ami, Junie Moon (1970) di Otto Preminger. Tra le altre sue apparizioni cinematografiche, da ricordare quelle nei film The Candy Snatchers (1973), Che botte se incontri gli "Orsi" (1976), I Never Promised You a Rose Garden (1977), Le ali della notte (1979), Dietro la maschera (1985) di Peter Bogdanovich, Fuori dal tunnel (1988), e Indiziato di reato - Guilty by Suspicion (1991), in cui interpretò il produttore hollywoodiano Darryl F. Zanuck.
Piazza scrisse anche opere teatrali e un romanzo, The Exact and Very Strange Truth (1964), storia di un ragazzo italo-americano a Little Rock, Arkansas, città natale dell'attore. Tuttavia, nell'introduzione del libro Piazza scrisse che ogni somiglianza tra i personaggi e le persone reali era "irrilevante", sebbene i paralleli con la sua stessa vita fossero inconfondibili. Piazza dedicò il libro al drammaturgo gay Edward Albee, di cui era intimo amico.

## Vita privata
Piazza fu sposato dal 1967 al 1979 con l'attrice Dolores Dorn. Morì nel 1991 per cancro correlato all'AIDS.

## Filmografia

### Cinema
- A Dangerous Age, regia di Sidney J. Furie (1957)
- L'albero degli impiccati (The Hanging Tree), regia di Delmer Daves (1959)
- Tre individui tanto odio (No Exit), regia di Tad Danielewski e Orson Welles (1962)
- Dimmi che mi ami, Junie Moon (Tell Me That You Love Me, Junie Moon), regia di Otto Preminger (1970)
- Funerale a Los Angeles (Un homme est mort), regia di Jacques Deray (1972)
- Anonima sequestri (The Candy Snatchers), regia di Guerdon Trueblood (1973)
- Che botte se incontri gli "Orsi" (The Bad News Bears), regia di Michael Ritchie (1976)
- I Never Promised You a Rose Garden, regia di Anthony Page (1977)
- Le ali della notte (Nightwing), regia di Arthur Hiller (1979)
- Airport '80 (The Concorde... Airport '79), regia di David Lowell Rich (1979) (non accreditato)
- The Blues Brothers - I fratelli Blues (The Blues Brothers), regia di John Landis (1980)
- Waltz Across Texas, regia di Ernest Day (1982)
- Dietro la maschera (Mask), regia di Peter Bogdanovich (1985)
- Fuori dal tunnel (Clean and Sober), regia di Glenn Gordon Caron (1988)
- Rocky V, regia di John G. Avildsen (1990) (non accreditato)
- Indiziato di reato - Guilty by Suspicion (Guilty by Suspicion), regia di Irwin Winkler (1991)

### Televisione
- Studio One – serie TV, episodio 9x24 (1957)
- Kraft Television Theatre – serie TV, episodio 11x06 (1957)
- I racconti del West (Dick Powell's Zane Grey Theater) – serie TV, episodio 4x12 (1959)
- La città in controluce (Naked City) – serie TV, episodio 2x19 (1961)
- The Dick Powell Show – serie TV, episodio 1x30 (1962)
- The Doctors – serial TV, 4 puntate (1963)
- Ben Casey – serie TV, episodi 4x01-4x03-4x04 (1964)
- La parola alla difesa (The Defenders) – serie TV, episodi 1x24-3x24-4x14 (1962-1965)
- Il fuggiasco (The Fugitive) – serie TV, episodio 2x29 (1965)
- Hawk l'indiano (Hawk) – serie TV, episodio 1x09 (1966)
- Mannix – serie TV, episodio 6x07 (1972)
- Mod Squad, i ragazzi di Greer (The Mod Squad) – serie TV, episodio 5x22 (1973)
- Griff – serie TV, episodio 1x04 (1973)
- Una famiglia americana (The Waltons) – serie TV, episodio 2x23 (1974)
- Harry O – serie TV, episodio 1x19 (1975)
- Gunsmoke – serie TV, episodio 20x20 (1975)
- Barnaby Jones – serie TV, episodio 3x24 (1975)
- Switch – serie TV, episodio 1x17 (1976)
- La donna bionica (The Bionic Woman) – serie TV, episodio 1x06 (1976)
- Militari di carriera (Once an Eagle) – miniserie TV, 4 episodi (1976)
- Kingston - Dossier paura (Kingston: Confidential) – serie TV, episodio 1x10 (1977)
- Mary Hartman, Mary Hartman (Forever Fernwood) – serie TV (1977)
- Kojak – serie TV, episodio 5x14 (1978)
- Lou Grant – serie TV, episodio 2x17 (1979)
- Pattuglia recupero (Salvage 1) – serie TV, episodio 1x11 (1979)
- Paris – serie TV, episodio 1x10 (1980)
- Agenzia Rockford (The Rockford Files) – serie TV, episodio 6x12 (1980)
- Una storia del West (The Chisholms) – serie TV, episodi 2x05-2x06-2x08 (1980)
- Nero Wolfe – serie TV, episodio 1x11 (1981)
- Cuore e batticuore (Hart to Hart) – serie TV, episodio 3x06 (1981)
- Barney Miller – serie TV, episodi 6x21-7x02-8x07 (1980-1981)
- Venti di guerra (The Winds of War) – miniserie TV, episodio 6 (1983)
- Dallas – serie TV, 11 episodi (1982-1983)
- Mississippi (The Mississippi) – serie TV, episodio 2x02 (1983)
- Vicini troppo vicini (Too Close for Comfort) – serie TV, episodio 4x04 (1984)
- A-Team (The A-Team) – serie TV, episodio 4x04 (1984)
- Cover Up – serie TV, episodio 1x03 (1984)
- T.J. Hooker – serie TV, episodio 4x07 (1984)
- Segreto di famiglia (Consenting Adult) – film TV (1985)
- Ai confini della realtà (The Twilight Zone) – serie TV, episodio 1x05 (1985)
- Benson – serie TV, episodi 2x11-7x14-7x15 (1981-1986)
- New York New York (Cagney & Lacey) – serie TV, episodio 5x22 (1986)
- Santa Barbara – serial TV, 30 puntate (1986)
- Fuorilegge (Outlaws) – serie TV, episodio 1x06 (1987)
- A cuore aperto (St. Elsewhere) – serie TV, episodi 4x14-5x18 (1986-1987)
- Casa Keaton (Family Ties) – serie TV, 4 episodi (1984-1987)
- L'albero delle mele (The Facts of Life) – serie TV, episodio 8x23 (1987)
- Mr. Belvedere – serie TV, episodi 3x14-4x04 (1987)
- Ohara – serie TV, episodio 2x11 (1988)
- Tutti per uno (Marblehead Manor) – serie TV, episodio 1x17 (1988)
- Moonlighting – serie TV, episodio 4x13 (1988)
- Dynasty – serial TV, 5 puntate (1988-1989)
- Due come noi (Jake and the Fatman) – serie TV, episodio 2x10 (1989)
- Matlock – serie TV, episodi 1x24-4x05 (1987-1989)
- La bella e la bestia (Beauty and the Beast) – serie TV, episodio 3x05 (1990)
- The Bakery – film TV (1990)
- Dragnet – serie TV, episodio 1x20 (1991)

## Doppiatori italiani
Nelle versioni in italiano delle opere in cui ha recitato, Ben Piazza è stato doppiato da:
- Giuseppe Rinaldi in L'albero degli impiccati
- Gino La Monica in Dietro la maschera
- Maurizio Scattorin in Ai confini della realtà
- Toni Orlandi in Santa Barbara
- Dario Penne in Indiziato di reato - Guilty by Suspicion